# Площа Віри Роїк
Площа Віри Роїк (крим. Virı Royik meydanı) — площа у Київському районі міста Сімферополь.

## Опис
З'єднує вулиці Куйбишева, Тролейбусна, Лермонтова та Садова.
Назва на честь Віри Роїк, української вишивальниці, що від 1952 року працювала в Сімферополі.

## Історія
Площа отримала свою назву рішенням 65-ї сесії 5-го скликання Сімферопольської міської ради від 21 жовтня 2010 року.
До окупації очікувалося, що тут буде споруджено пам'ятник видатній вишивальниці.